# 扬·斯泰斯卡尔
扬·斯泰斯卡尔（捷克語：Jan Stejskal，1962年1月15日—），捷克男子足球运动员，司职守门员。他曾代表捷克斯洛伐克国家队参加1990年国际足联世界杯，结果队伍止步八强。